# I Will Always Love You
I Will Always Love You – piosenka country napisana i nagrana pierwotnie przez amerykańską piosenkarkę Dolly Parton w 1973. Utwór trafił na jej singiel 6 czerwca 1974. Międzynarodową popularność piosenka zyskała jednak dopiero blisko dwadzieścia lat później, kiedy Whitney Houston nagrała własną wersję na potrzeby ścieżki dźwiękowej do filmu Bodyguard.

## Geneza utworu
Dolly Parton napisała „I Will Always Love You” dla Portera Wagonera, muzyka country. Parton prowadziła wspólnie z nim program telewizyjny, jednak postanowiła odejść z programu. W związku z tym wydarzeniem, jak i rozstaniem z samym Wagonerem, Parton swoje pożegnanie wyraziła napisaniem tej piosenki. Mówi ona o świadomym rozstaniu z mężczyzną i niemożności osiągnięcia spełnienia w związku. Parton podkreśliła to znaczenie w ostatnim wersie piosenki, wyznając, że nie jest ona tym, czego temu mężczyźnie potrzeba. Piosenkarz jednak pozwał Parton do sądu, zarzucając jej złamanie umowy i odejście z programu.

## Wersja Whitney Houston
Piosenka w wersji Houston zamieszczona na ścieżce dźwiękowej (19 listopada 1992) do filmu Bodyguard, kilkanaście dni wcześniej została wydana na singlu (3 listopada 1992). Wersja Houston okazała się wielkim sukcesem o wymiarze międzynarodowym, pojawiając się na 68. miejscu w zestawieniu największych piosenek wszech czasów opublikowanym przez magazyn Billboard.
Piosenka w wykonaniu Whitney Houston została okrzyknięta przebojem i wspięła się na szczyty list przebojów. Popularność zaowocowała wieloma nagrodami, w tym dwiema statuetkami Grammy. Wbrew intencjom Parton, była postrzegana jako ballada miłosna ze szczęśliwym zakończeniem.
Singel zadebiutował na 40. miejscu na amerykańskiej liście Billboard Hot 100, po czym poszybował w górę stając się niecałe dwa tygodnie później dziesiątym numerem jeden piosenkarki. Przebywał na wielu różnych zestawieniach Billboardu, zajmując przez 14 tygodni miejsce na czele zestawienia Hot 100 (najdłużej w przypadku jakiejkolwiek wokalistki, później ten rekord wyrównała Mariah Carey piosenką „We Belong Together”) oraz 11 tygodni na pierwszym miejscu Hot 100 Airplay.
„I Will Always Love You” znalazł się na 4. miejscu w zestawieniu najlepiej sprzedających się (dochodowych) kobiecych singli w historii (na 3. w zestawieniu wokalistek – zaraz po „My Heart Will Go On” Céline Dion oraz Tik Tok Keshy), zajmując ostatecznie 16. miejsce na liście najlepiej sprzedających się singli na świecie w zestawieniu wszech czasów (rozszedł się w nakładzie ponad 12. mln egzemplarzy). Piosenka okazała się największym hitem w historii wydawnictwa Arista Records.